# Expedição contra Samósata
A Expedição a Samósata foi realizada pelo futuro Balduíno I após sua ascensão a corregente de Edessa como parte da Primeira Cruzada. Seu principal objetivo era eliminar o Emirado de Samósata como um rival comercial e militar do estado edesseno. A expedição foi realizada de 14 a 20 de fevereiro de 1098.

## Antecedentes
Balduíno decidiu, após sua ascensão como corregente de Edessa, que Samósata teria que ser eliminada para que seu novo condado controlasse totalmente o campo ao redor e estabelecesse comunicações ininterruptas com o Império Bizantino no oeste e os cruzados que sitiavam Antioquia no sul. Os habitantes armênios e cristãos de Edessa apoiaram entusiasticamente seu plano, e a maior parte de seus militares o acompanhou. Ele partiu em 14 de fevereiro, também acompanhado por um príncipe armênio, Constantino de Gargar.

## Expedição
Apesar da ajuda da milícia edessena, a expedição não seria favorável a Balduíno. Os edessenos eram soldados pobres e inexperientes, e a companhia foi rapidamente pega em uma emboscada pelos turcos de Samósata, que mataram cerca de mil deles na batalha que se seguiu. Balduíno, no entanto, conseguiu capturar e guarnecer a vila de São João, que ficava perto da capital de Balduque. A partir deste ponto, foi capaz de controlar o fluxo de turcos para dentro e para fora da cidade, resultando em um declínio nos ataques turcos ao interior do território edesseno.